# 2017 en triathlon
Les faits marquants de l'année 2017 dans le monde du triathlon, et de ses pratiques dérivées.

## Résultats
Pour les résultats sportifs de l'année 2017, voir catégorie « Triathlon en 2017 »

## Faits marquants

### Août
- Lionel Sanders remporte avec le titre de champion du monde longue distance de l'ITU, sa 6e épreuve de l’année  sur le circuit international longue distance[1].
- Benoît Nicolas remporte à l'âge de 40 ans son second titre de champion du monde de duathlon[2].

### Septembre
- Daniela Ryf remporte les championnats du monde d'Ironman 70.3 pour la troisième fois après ses victoires en 2014 et 2015[3].
- Francisco Javier Gómez remporte un second titre de champion du monde d'Ironman 70.3 après sa victoire sur l'épreuve en 2014[3]
- Les championnats du monde de paratriathlon utilisent la nouvelle catégorisation mise en œuvre par la Fédération internationale de triathlon[4].
- Vincent Luis remporte l'étape finale des Séries mondiales de triathlon (WTS), il ajoute une seconde victoire d'étape à son palmarès du circuit des championnats du monde courte distance[5].
- Mario Mola remporte son deuxième titre de champion du monde courte distance en totalisant 4728 points sur le circuit des WTS[5].
- Flora Duffy ajoute un second titre de championne du monde courte distance après celui de 2016 en terminant première des WTS avec 5200 points[6].
- Emma Pooley remporte pour la quatrième année consécutive, le championnat du monde de duathlon longue distance, lors du Powerman Duathlon de Zofingen[7].

### Octobre
- Patrick Lange remporte le championnat du monde d'Ironman pour la première fois en établissant un nouveau record de l'épreuve en 8 h 1 min 40 s[8].
- Daniela Ryf détentrice du record en 2016, remporte son troisième titre consécutif de championne du monde d'Ironman[8]
- Flora Duffy remporte le titre de championne du monde de Xterra Triathlon pour la quatrième année consécutive et établit un record de victoires sur ce titre mondial[9].
- Bradley Weiss remporte à Maui son premier titre de champion du monde de cross triathlon, sur le circuit de Xterra triathlon[9]

## Décès
- Julia Viellehner, le 22 mai
- Les McDonald, le 4 septembre